# Autoimmun betegség
Az autoimmun betegség az a kór, amikor az immunrendszer támadó jellegű immunválaszt indít a szervezetben normálisan is megtalálható valamilyen struktúra ellen. Megkülönböztetnek szervspecifikus betegségeket, melyek egy adott szervre vagy szövetféleségre korlátozódnak (pl. autoimmun pajzsmirigygyulladás), illetve szisztémás autoimmun kórképeket, amikben különböző szervek, illetve szervrendszerek érintettek (pl. SLE). Az autoimmun kórképek a teljes lakosság kb. 7-8 százalékát érintik, a többségükre erős női dominancia jellemző (az összes beteg kb. 75 százaléka nő), sokszor fiatal, munkaképes korban jelennek meg. Kialakulásukban veleszületett genetikai hajlam és a környezeti tényezők együttes alakulásának van szerepe, pontos okuk azonban az esetek többségében ismeretlen. Gyakran halmozottan fordulnak elő, vagyis egy autoimmun betegségben szenvedő betegben bizonyos idő elteltével újabb ilyen kórkép jelenhet meg. Változatos tünettannal és jellemzően krónikus lefolyással rendelkeznek, némelyik az életet veszélyeztető szövődményekkel jár.

Az autoimmun betegségek véglegesen nem gyógyíthatók, azonban egyre hatékonyabban kezelhetők. Terápiájukra elsősorban az immunrendszert gyengítő gyógyszereket (immunszuppresszánsok) alkalmaznak. Az utóbbi időben számos célzott biológiai terápia is elérhetővé vált, melyek addig sokszor kezelhetetlennek tűnő kórképekben is hatásosnak bizonyultak. Mivel a kezelések sokszor meglehetősen drágák, és a betegségek általában egy életre elkísérik a benne szenvedőket, az autoimmun kórképek jelentős terhet rónak az egészségügyi ellátórendszerekre.

## Immunológiai tolerancia
A limfociták keletkezése és érése közben mindig képződnek olyan sejtek (ún. autoreaktív limfociták), melyek saját antigéneket (autoantigének) képesek felismerni. A szervezetnek szüksége van tehát olyan mechanizmusokra, melyek megakadályozzák, hogy immunreakció induljon be az autoantigének ellen. Egy ilyen mechanizmus az immunológiai tolerancia, melynek során az immunrendszer „tolerálja“ a szervezet saját antigénjeit és nem indít ellenük immunválaszt.
Az immunrendszer különböző kontrollmechanizmusokkal biztosítja az immunológiai toleranciát. Centrális toleranciának nevezik azt a mechanizmust, amikor a sejtek érése során bizonyos autoantigéneket felismerő limfociták elpusztulnak. Ez a kontrollmechanizmus a primer immunszervekben történik, ez a B-sejtek esetén a csontvelő, a T-sejteknél pedig a tímusz. A csecsemőmirigyben az érésben lévő T-sejtek a szervezet legkülönbözőbb antigénjeivel is találkoznak, és azok a sejtek, melyek a saját struktúrát közepes erősséggel kötő T-sejt receptorral rendelkeznek, apoptózissal elpusztulnak (klonális deléció). A saját antigéneket nagy erősséggel kötő T-sejtek megmenekülnek az apoptózistól, belőlük a tímusz kérgi részében ún. természetes regulatórikus T-sejtek (nTreg) alakulnak ki, melyek az immunrendszer élettani szuppressziójában játszanak szerepet. Abban, hogy a tímuszban fejlődő T-sejtek a szervezet legkülönfélébb saját antigénjeivel is találkozzanak és ne csak a tímuszban előforduló struktúrákkal, az AIRE transzkripciós faktornak van szerepe, melynek hatására a tímuszban található hámsejtek a teljes genomból véletlenszerűen mutatnak be fehérjéket a felszínükön.
Habár a centrális folyamat jól működik és fontos szerepet játszik az autoimmunitás elleni védekezésben, nem képes megakadályozni, hogy érett autoreaktív limfociták kerüljenek a perifériára. Ezeket az elszabadult autoreaktív limfocitákat normális esetben a perifériás tolerancia mechanizmusai teszik hatástalanná. A perifériás toleranciának három különböző fajtája van.
1. Klonális deléció a Fas/Fas-L rendszeren keresztül. Az autoreaktív limfociták folyamatosan aktívak, hiszen az autoantigének folyamatosan jelen vannak és nem eliminálódnak, mint fertőzés során a külső antigének. Az állandó stimuláció következtében a sejtek nagy mennyiségben Fas-ligandokat termelnek, melyek a Fas receptorokhoz kötve az immunsejt pusztulását (apoptózis) okozzák.
2. Klonális anergia. Az antigént megkötő és azt az MHC-molekulán keresztül prezentáló limfocita stimuláló anyagokat szabadít fel és ezáltal továbbra is aktív marad; képes újabb antigének megkötésére és elpusztítására. Ezzel szemben az autoantigént megkötő limfocita nem szabadít fel stimuláló anyagokat és ezért inaktiválódik, nem képes további autoantigéneket elpusztítani. Ezt az inaktivált állapotot nevezik anergiának.
3. Domináns szuppresszió. Enyhe autoantigén kontaktus során a thymusban ún. regulátoros T-limfociták képződnek, melyeknek az a feladatuk, hogy az autoimmun választ megakadályozzák. Ezek a regulátoros T-limfociták működésük során IL-10-et és TGF-β-t termelnek és szabadítanak fel, melyek a T-sejtproliferációt gátolják.

A B-limfociták hasonló toleranciára képesek. A perifériás tolerancia mechanizmusainak károsodása autoimmunitás kialakulásához vezethet.

## Autoimmunitás
Autoimmunitásról beszélnek, ha az immunrendszer saját struktúrával reagál. Ez önmagában nem feltétlenül jelent támadó, szövetkárosodást vagy funkcionális eltérést okozó reakciót. Megkülönböztetünk normál, élettani autoimmunitást (hívják természetes autoimmunitásnak is), illetve kóros autoimmunitást, mely a különböző betegségekre jellemző. Ahhoz, hogy egy betegséget autoimmun kórképként definiálhassanak, több kritériumnak is eleget kell tennie:
- Direkt bizonyíték, miszerint a kórkép kiváltható a betegből származó antitestek vagy T-sejtek átvitelével
- Indirekt bizonyíték a kórkép autoimmun jellegére reprodukálható állatkísérletek útján
- Közvetett bizonyítékok a klinikai kép alapján

### Kialakulásának okai
Az autoimmun betegségek kialakulásának okai igen komplexek, teljességében ma sem ismertek. A helyzetet tovább bonyolítja, hogy az okok az egyes betegségek esetében is változhatnak. Az eddigi kutatások alapján úgy tűnik, hogy bizonyos környezeti faktorok (pl. fertőzések) váltják ki a betegségeket az arra genetikailag hajlamos egyénekben, azonban sok esetben sem a betegség kialakulásának pontos mechanizmusa, sem az azt kiváltó stimulus nem ismert. Mivel a kiváltó faktor és a betegség klinikai megjelenése között hosszabb idő telhet el, gyakorlatilag lehetetlen utólag személyre szabottan megállapítani, hogy mi volt a pontos kiváltó ok. A kérdést nehezíti, hogy a betegségekre jellemző számos immunológiai eltérésről nehéz megmondani, miként járulnak hozzá a betegség megjelenéséhez. Jó példa erre a DNS elleni kóros autoantitestek jelenléte SLE-ben, ahol több szerző szerint lehetséges, hogy ezek az autoantitestek csak másodlagos következményei a betegségnek. Lehetségesnek tartják, hogy a betegekben hibásan működő apoptózis során a sejtekből DNS szabadul ki, és ez szekunder módon váltja ki az antitesttermelést.

Az autoimmun betegségek kialakulásának pontos mechanizmusaira vonatkozóan több elmélet is ismert. Az ún. molekuláris mimikri elméletének lényege, hogy egyes, kívülről a szervezetbe jutott antigének (pl. kórokozók egyes fehérjéi) ellen kialakuló immunválasz keresztreagál a szervezet bizonyos saját struktúráival, vagyis az idegen antigént felismerő limfociták részben saját antigéneket is felismernek és megkülönböztetés nélkül támadó jellegű immunválaszt alakítanak ki ellene, mely később (mivel a saját antigén tartósan jelen van), nem szűnik meg és önfenntartó módon autoimmun betegség kialakulásához vezet. Részben ezzel magyarázzák, hogy egyes fertőzések autoimmun betegséget válthatnak ki. Molekuláris mimikrit számos autoimmun kórkép hátterében feltételeznek, pl. különböző ételek kiváltotta immunreakciókban, neuromyelitis opticában, vagy reumás lázban.

#### Immunológiai faktorok
Mind a centrális, mind a perifériás tolerancia meghibásodása következtében létrejöhetnek autoimmun betegségek. Emellett fontos immunológiai kiváltó tényezők lehetnek olyan mechanizmusok, melyek az autoantigének természetétől vagy azok felismerésétől függenek. Az immunválasz szabályozásában és az immunológiai tolerancia fenntartásában részt vevő ún. regulatórikus T-sejtek számbeli vagy funkcionális eltérései is autoimmun betegségekhez vezethetnek.

#### Genetikai faktorok
Ismert, hogy egyes autoimmun betegségek családokban halmozódhatnak (például Hashimoto-thyreoiditis, autoimmun hemolitikus anemia). Kevés kivételtől eltekintve minden autoimmun betegség egy bizonyos HLA (human leukocyte antigen)-specifitáshoz kötött. Például az I-es típusú cukorbetegségben szenvedő betegek szinte egytől egyig a HLA-DR-3 vagy HLA-DR-4 variánsokkal rendelkeznek, ezzel szemben a HLA-DR-2 variáns jelenléte a betegség ellen hat.

Az immunológiai tolerancia kialakításában alapvető fontosságú gének mutációi is autoimmun betegségekhez vezethetnek. Jó példa az AIRE (angolul: Autoimmune regulator), mely normálisan a tímusz hámsejtekben található fehérje. Transzkripciós faktorként az a szerepe, hogy az antigén prezentálást végző hámsejtek ne csak a saját antigénjeiket mutassák be az érő T-sejt előalakoknak, hanem a teljes genomból random módon expresszáljanak fehérjéket, biztosítva ezzel, hogy a perifériára kikerülő T-limfociták között ne legyen olyan sejt, ami a szervezet saját antigénjével reagálna. Az AIRE gén mutációi változatos, több szervrendszert érintő autoimmun betegségekhez vezetnek.

#### Infektológiai faktorok
Régóta ismert, hogy infekciók (fertőző betegségek) arra hajlamos emberekben autoimmun betegségeket képesek okozni. A betegségek kórokozói az immunológiai tolerancia mechanizmusait igen változatosan képesek károsítani.
1. Előfordul, hogy a kórokozót éppen hatástalanító immunsejt különböző ko-stimuláló vegyületeket szabadít fel, melyek a T-sejteket aktiválják, ezen belül az autoreaktív T-sejteket is és ezzel az anergia folyamatát gátolják.
2. Egyes kórokozók hasonló vagy megegyező epitóppal (az a helye vagy felülete az antigénnek, melyet az antitestek vagy antigénreceptorok felismernek = antitest felismerő hely) rendelkeznek mint az autoantigének. Ennek hatására a külső kórokozó elleni immunreakció egyidejűleg a saját fehérje ellen is irányul és autoimmunreakciót hoz létre következményes szövetpusztulással. Egyes streptococcus fertőzések immunreakciót generálhatnak a vese, az ízületi kötőszövetek és a mindenekelőtt a szív ellen, 2-es típusú túlérzékenységi reakciót (reumás láz) okozva. Virális fertőzések hasonló keresztreakciókat okozhatnak például a sclerosis multiplex és az 1-es típusú diabetes mellitus (Coxsackie-vírus) kialakulása során is.
3. Egyes mikroorganizmusok, illetve produktumaik (endotoxinok, például LPS) szuperantigénként viselkedhetnek, azaz az immunrendszer aktiválása után antigén-független immunválaszt válthatnak ki. Ennek során nagy számú immunsejt aktiválódik, köztük autoreaktív T-sejtekkel, melyek a klonális anergia során nem eliminálódnak. Ezek az autoreaktív T-sejtek autoimmunitást váltanak ki. Ilyen folyamatok játszhatnak szerepet a rheumatoid arthritis és feltételezhetően az 1-es típusú diabetes mellitus kiváltásában.

#### Környezeti faktorok
Környezeti faktorokra kevésbé jellemző, hogy a betegségre való hajlamot növelik, inkább a betegség kitörésében játszanak szerepet. Kémiai anyagok, illetve gyógyszerek szerepet játszhatnak autoimmun betegségek kitörésében (például gyógyszer-indukálta lupus erythematosus). Ilyen esetben a kiváltó kémiai anyag elvonása a tüneteket megszünteti. Emellett peszticidek és különböző mérgek is okozhatnak autoimmun betegségeket.

#### A nem szerepe
Az autoimmun betegségek kialakulásában a nem fontos szerepet játszik. A legtöbb autoimmun betegség inkább a nőkre jellemző, habár ez alól vannak kivételek (pl. spondylitis ankylopoetica). A nő:férfi arány a gyakoribb kórképek közül SLE-ben, Sjögren-szindrómában és autoimmun pajzsmirigy betegségekben 9:1, míg rheumatoid arthritisben és sclerosis multiplexben 3:1. Emellett nőkben gyakoribb az autoimmun betegségek együttes előfordulása is (angolul: polyautoimmunity). Ennek a nemi preferenciának az oka nem ismert, de a genetikai tényezők mellett valószínűleg a nemi hormonok is szerepet játszanak. Elképzelhető, hogy a terhesség alatti enyhe sejtkicserélődés a magzat és az anya között is szerepet játszik a nemek közötti különbségben.

## Beosztás
Az autoimmun betegségek lehetnek szervspecifikusak (az immunreakció egy szervre vagy egy sejttípusra korlátozódik, például 1-es típusú diabetes mellitus, Hashimoto-thyreoiditis) és nem-szervspecifikusak = szisztémásak (az immunreakció egy olyan antigén ellen irányul, mely az egész szervezetben megtalálható, például szisztémás lupus erythematosus (SLE), rheumatoid arthritis).

### Autoimmun betegségek
- 1-es típusú diabetes mellitus – a hasnyálmirigy bétasejtjei elleni autoimmun reakció eredménye, melyek során az inzulint termelő bétasejtek elpusztulnak.
- Akut disszeminált encephalomyelitis (ADEM) – általában virális infekció vagy oltás után jelentkező encephalitis, melyet autoimmun reakció okoz.
- Addison-kór – gyakran a mellékvesekéreg autoimmun eredetű pusztulása okozza.
- Anaemia perniciosa, „vészes vérszegénység” – a vörösvérsejtek számának csökkenésével járó betegség. Miután felfedezték, hogy a betegség lényegében B12-vitamin-hiányra, illetve felszívódási zavarra vezethető vissza, a betegséget ma már nem mondhatjuk "vészes"-nek.
- az antifoszfolipid-szindróma (APS) során foszfolipid-ellenes antitestek termelődnek, melyek artériás és vénás trombózist, valamint vetélést és koraszülést okozhatnak.
- Aplasztikus anémia gyakran a csontvelő elleni autoimmun reakció következtében alakul ki.
- Arteritis temporalis vagy „óriássejtes arteritis” – egy érgyulladás, amely leggyakrabban a fej nagy és közepes artériáit támadja meg (arteria temporalis superficialis). Kezelés nélkül látásveszteséget okozhat.
- Autoimmun haemolyticus anemia – autoimmun betegség, melyet a vörösvértestek elleni IgM támadás jellemez.
- Autoimmunhepatitis – autoimmun betegség, amelyben az immunrendszer a májat támadja meg.
- Cöliákia – a vékonybél krónikus gyulladásával járó betegség, melyet az étkezéssel bevitt gabonafehérje, a glutén idéz elő.
- Goodpasture-szindróma – egy ritka autoimmun betegség, melyet tüdővérzés és egyre súlyosbodó veseelégtelenség jellemez. Az autoimmun reakció egy autoantigén ellen irányul, amely mindkét szervben megtalálható.
- Graves-Basedow kór - autoimmun eredetű pajzsmirigy túlműködés, mely gyakran erős szem tünetekkel jár.
- Guillain-Barré szindróma (GBS) – a környéki idegrendszer immun-mediált demielinizációs megbetegedése, mely a perifériás idegsejtek károsodását okozza.
- Hashimoto-thyreoiditis – egy autoimmunthyreopathia, a hypothireosis egyik leggyakoribb oka, melynek során az immunrendszer egyes a pajzsmirigysejtekben található fehérjék ellen (például tireoperoxidáz, illetve tireoglobulin) antitesteket termelnek. Krónikus gyulladás alakul ki, aminek következtében pajzsmirigy idővel elpusztul.
- az idiopátiás trombocitopéniás purpura során az immunrendszer a vérlemezkék ellen termel antitesteket. A vérlemezkék száma csökken.
- Morbus Basedow – egy autoimmunthyreopathia, a hyperthireosis leggyakoribb oka, melyet a pajzsmirigysejteken található TSH receptorok elleni antitest termelése jellemez következményes pajzsmirigy-hormon túltermeléssel.
- Morbus Crohn – egy, az egész tápcsatornát, de főként a vékony- és vastagbelet érintő autoimmun betegség, mely a tápcsatorna gyulladásával, hasi fájdalommal és hasmenéssel jár.
- Myasthenia gravis – a motoros véglemez acetilkolinreceptorai ellen termelődő antitest okozza. Tünetei: fluktuáló izomgyengeség, kimerültség.
- Neuritis opticus – a látóideg autoimmun eredetű gyulladása, mely a látás részleges vagy teljes elvesztésével járhat.
- Opsoclonus-myoclonus szindróma (OMS) – egy neurológiai betegség, melyet az idegrendszer elleni autoimmun támadás okoz. A tünetek: opsoclonus, myoclonus, ataxia, intenciós tremor, dysphasia, dysarthria, mutizmus, hypotonia, letargia, ingerlékenység. Mintegy az esetek felében neuroblastomával összefüggésben jelentkezik.
- Pemphigus vulgaris – egy ritka, krónikus hólyagos autoimmun bőrbetegség.
- Primer biliáris cirrhosis (PBC) – egy autoimmun betegség, mely a májbeli epeutak epithelialis hámsejtjeit támadja meg. Valószínű, hogy a betegséget anti-mitokondriális antitestek (AMA) okozzák, mely a mitokondriumokban található piruvát-dehidrogenáz complex (PDC) ellen hat.
- Reiter-szindróma – bakteriális enteritist vagy urethritist követő steril ízületi gyulladás, conjunctivitis és urethritis tünetegyüttese, amelyhez egyéb szervek érintettsége is társulhat (bőr- és nyálkahártyatünetek, szívelváltozások).
- Reumatoid artritisz – az ízületek kötőszövete, valamint az inak ellen termelt autoantitestek okozzák.
- Sjögren-szindróma – krónikus kórkép, melynek jellegzetessége a külső elválasztású mirigyek (elsősorban a nyál és könnymirigyek) autoimmun gyulladása. A folyamat következtében a szem, a szájnyálkahártya, valamint az egyéb bőr- és nyálkahártyafelszínek fokozatosan kiszáradnak (sicca szindróma).
- Sclerosis multiplex – a központi idegrendszer immun-mediált demielinizációs megbetegedése, mely az idegsejtek funkciójának csökkenésével jár.
- Spondylitis ankylopoetica vagy Bechterew-kór – egy krónikus, fájdalmas, progresszív ízületi gyulladás, mely a csigolyák gyulladásával, majd annak lezárultával a csigolya ízületeinek elcsontosodásával jár.
- szisztémás lupus erythematosus (SLE) – egy krónikus autoimmun betegség, melynek során számos autoantitest termelődik, amelyek sejten belüli sejtalkotórészek ellen irányulnak. A betegségnek rengeteg megjelenési formája van, leggyakrabban fiatal nőkön jelentkezik nem deformáló ízületi gyulladás, láz (hőemelkedés), fehérvérsejtszám csökkenés, bőrtünetek, vizelet eltérés formájában.
- Takayasu-arteritis, „pulzus nélküli betegség” – egy óriássejtes érgyulladás, mely során az aorta és annak fő ágai beszűkülnek. Tünetei: szédülés, syncope, látászavarok, hiányzó pulzus, vérnyomáskülönbség a végtagokon.
- Vitiligo – spontánul megjelenő pigmenthiányos fehér foltok a bőrön. A pigmenthiányos területen nincsenek melanociták. A betegséget melanocita-ellenes antitestek okozhatják.
- Wegener granulomatosis – egy érgyulladás, amely a tüdők, a vesék és más szervek ereit támadja meg.
- Lichen ruber planus

### Feltételezett autoimmun betegségek
- Alopecia universalis során a fehérvérsejtek elpusztítják a szőrzetet és teljes szőrtelenséget okoznak. Ilyen betegsége van Duncan Goodhew brit úszónak is.
- Behçet-szindróma – krónikus gyulladásos betegség, mely kiújuló, fájdalmas szájsebeket, bőrhólyagokat, a nemi szerveken sebeket és ízületi duzzanatot okoz; a szemek, a vérerek, az idegrendszer és az emésztőrendszer gyulladása is előfordul.
- Colitis ulcerosa vagy krónikus fekélyes vastag- és végbélgyulladás (kolitisz). A betegség mindig a végbél felől indul és különböző magasságig érinti a vastagbelet. Oka ismeretlen. Autoimmun okot is feltételeznek.
- Dysautonomia – a vegetatív idegrendszer funkciózavara. Habár kialakulásában több faktor is fontos, virális infekciók utáni autoimmun zavar is szerepet játszhat.
- Interstitialis cystitis – a húgyhólyag betegsége, parancsoló, urgens jellegű vizelési ingerekkel, krónikus hólyagtáji fájdalommal, ugyanakkor negatív vizelet baktérium tenyésztéssel jelentkező, lassan progrediáló tünetegyüttes.
- Krónikus fáradtság szindróma – ismeretlen eredetű betegség, melyet fáradtság (amely pihenéssel nem múlik el és más okra nem vezethető vissza), gyengeség, izomfájdalom és nyirokcsomó-megnagyobbodás jellemez.
- Neuromyotonia – egy spontán izomaktivitással jellemezhető betegség, mely a motoros véglemezek spontán akciós potenciálja következtében alakul ki. A szerzett forma gyakoribb, és a neuromuszkuláris kapcsolat ellen termelődő antitestek okozzák.
- Pszoriázis vagy pikkelysömör – a bőrt, körmöket, nagyon ritkán nyálkahártyát érintő bőrbetegség, mely sokféle formában jelentkezhet.
- Sarcoidosis vagy Boeck sarcoidosis – egy ismeretlen eredetű szisztémás megbetegedés. Leggyakrabban a tüdőt támadja meg, egyébként a bőrt, a szemet, illetve a nyirokcsomókat. A megtámadott szervekben felszaporodnak a fehérvérsejtek, és csomókat képeznek.
- Szkleroderma – egy idült betegség, melyre jellemző, hogy a bőr gyulladását követően sorvadás (athrophia) és a bőr megkeményedése (sclerosis) jön létre kollagén lerakódása miatt.

## Kezelése
Az autoimmun betegségek kezelése sajnos ma még csak palliatív (tüneti) és az immunrendszer működését gátló (immunszuppressziv), illetve gyulladáscsökkentő terápiákat foglal magában, melyek az autoimmun reakciót és az ezzel összefüggö steril gyulladást gátolják. Immunszuppresszív szerek a szteroidok, gyulladáscsökkentőként nem-szteroid gyulladáscsökkentőket lehet adni. Ennél specifikusabb, az immunrendszer működését célzottan gátló terápia (például a TNF-α-antagonista etanercept) a rheumatoid arthritis kezelésében játszhat egyelőre csak szerepet. Egyes betegségekben (például 1-es típusú diabetes mellitus, Hashimoto-thyreoditis) a kiesett hormontermelést külső hormonadással kell pótolni.
A Halocur márkanéven forgalmazott halofuginon az állatgyógyászatban használt kokcidiosztát. A febrifugin szintetikus halogénezett származéka, egy természetes kinazolinon-alkaloid, amely megtalálható a hortenziafélékhez tartozó Hydrangea febrifuga (lázfű) növényben.
A halofuginon gátolja a TH17-immunsejtek fejlődését, amelyek fontos szerepet játszanak az autoimmun betegségben, de nem befolyásolja a normális immunfunkcióban részt vevő más típusú T-sejtek működését. A halofuginon tehát ígéretes hatóanyagnak minősül az autoimmun rendellenességek kezelésében.